# ハルシャーリー・マルホートラ
ハルシャーリー・マルホートラ（Harshaali Malhotra、2008年6月3日 - ）は、インドのボリウッド映画、テレビシリーズで活動する子役・モデル。

## キャリア
2015年公開の『バジュランギおじさんと、小さな迷子』でサルマーン・カーン、カリーナ・カプール、ナワーズッディーン・シッディーキーと共演し、映画デビューを果たす。彼女はインドで迷子になり、サルマーン・カーン演じる主人公パワンの助けを借りて故郷に帰ろうとするパキスタン人ムスリムの少女シャヒーダーを演じており、5000人のオーディションの中から起用された。彼女の演技は絶賛され、スター・スクリーン・アワード 子役賞を受賞したほか、複数の映画賞にノミネートされている。2018年にはアルジュン・ラームパールと共に『Nastik』に出演することが発表された。
『Qubool Hai』『Laut Aao Trisha』などのテレビシリーズにも出演しており、フェア&ラブリー、ペアーズ、HDFC銀行、ホーリックなどのテレビコマーシャルや、シャーン・シャヒードやイスマット・ザイディと共にパキスタンのコマーシャルにも出演している。

## フィルモグラフィ

### 映画
- バジュランギおじさんと、小さな迷子（2015年） - シャヒーダー（ムンニー）

### テレビシリーズ
- Qubool Hai（2012年） - 幼少期のゾヤ
- Laut Aao Trisha（2012年）
- Saavdhan India（2012年） - ハニー
- Sabse Bada Kalakar（2017年） - 本人役